# Longford Town FC
Longford Town Football Club je irský fotbalový klub z města Longford, který od roku 2015 hraje 1. irskou fotbalovou ligu. Klub byl založen v roce 1924. Domácím stadionem klubu je City Calling Stadium s kapacitou 6850 míst.